# 1. Primetime Emmy-gála
Az 1. Primetime Emmy-gála során az 1948-ban főműsoridőben bemutatott, amerikai televíziós programokat értékelték. A jelölteket az Academy of Television Arts & Sciences választotta ki. A Los Angeles-i Hollywood Athletic Clubban tartott ceremóniát a KCBS-TV közvetítette 1949. január 25-én. A műsor házigazdája Walter O'Keefe volt, aki Rudy Vallée-től vette át a lehetőséget, akinek végül a gála napján el kellett hagynia a várost. Az első gálán még csak a Los Angelesben forgatott és a helyi piacra gyártott műsorokat díjazták. A gála során külön díjazták az Emmy-szobrot megalkotó Louis McManust is.

## Győztesek és jelöltek
A nyertesek félkövérrel jelölve.

### Műsorok
| Legjobb televíziós műsor | Legjobb tévéfilm |
| --- | --- |
| - Pantomime Quiz (KTLA) - Armchair Detective (KTLA) - Don Lee Music Hall (KTSL) - Felix De Cola Show (KTLA) - Judy Splinters (KTLA) - Mabel's Fables (KTLA) - Masked Spooner (KTSL) - Treasure of Literature (KCAL-TV) - Tuesday Varieties (KTLA) - What's the Name of that Song (KTSL) | - The Necklace (Your Show Time Series) - Christopher Columbus - Hollywood Brevities - It Could Happen to You - Tell Tale Heart - Time Signal |

### Műsorvezetők
| Legjobb műsorvezető                                                           |
| ----------------------------------------------------------------------------- |
| - Shirley Dinsdale - Rita LeRoy - Patricia Morison - Mike Stokey - Bill Welsh |

### Egyéb díjak
- Legjobb tévéadó: KTLA
- Különdíj: Louis McManus, az Emmy-díj szobor dizájnjának megalkotásáért (McManus-t nem az általa megalkotott díjjal jutalmazták, hanem egy plakettel)
- Technikai-díj:' Charles Mesak a Don Lee Televisiontől a Phasefader kameratechnológia bemutatásáért

## Fordítás
- Ez a szócikk részben vagy egészben  a(z)   1st Primetime Emmy Awards című angol Wikipédia-szócikk fordításán alapul.  Az eredeti cikk szerkesztőit annak laptörténete sorolja fel. Ez a jelzés csupán a megfogalmazás eredetét és a szerzői jogokat jelzi, nem szolgál a cikkben szereplő információk forrásmegjelöléseként.